# Моріц Освальд
Моріц Освальд (нім. Moritz Oswald, нар. 5 січня 2002) — австрійський футболіст, півзахисник клубу «Рапід» (Відень) та молодіжної збірної Австрії.

## Клубна кар'єра
Моріц Освальд народився 2002 року. Займався в юнацьких командах футбольних клубів «Перхтольдсдорф», «Адміра-Ваккер» та «Рапід» (Відень). У 2019 році розпочав грати в другій команді клубу «Рапід», а з 2021 року грає в основній команді клубу «Рапід». Станом на 4 червня 2025 року відіграв за віденську команду 66 матчів в національному чемпіонаті.

## Виступи за збірну
Протягом 2022—2025 років Моріц Освальд грав у складі молодіжної збірної Австрії. На молодіжному рівні зіграв у 8 офіційних матчах.